# Llengües panromàniques
Una llengua panromànica o interllengua romànica és una varietat lingüística codificada que sintetitza la variació de les llengües romàniques i és representatiu d'aquestes en conjunt. Es pot veure com una proposta de llenguatge estàndard per a tota la família lingüística però generalment es considera un llenguatge zonal construït perquè és el resultat d'una intensa codificació (és a dir, més construcció, planificació, disseny, enginyeria, manipulació que el que normalment requereixen les llengües estàndard regulars). Les llengües zonals construïdes són, d'acord amb l'interlingüista Detlev Blanke, llengües construïdes que "s'enfronten escollint o barrejant elements lingüístics en un grup lingüístic" (que significa elements d'una mateixa família lingüística, per exemple, eslau o germànic).
Diverses llengües panromàniques han estat desenvolupades per diferents individus o grups en diferents èpoques (des del segle XIX) i llocs (Brasil, Canadà, Dinamarca, Itàlia, Noruega, Portugal, Espanya, Suïssa, etc.). Són tan similars entre si que s'han considerat variacions d'un mateix idioma: "dialectes" és com Campos Lima, un dels desenvolupadors, es refereix a diversos projectes del seu temps. Aquest autor també mostra que els desenvolupadors de projectes de llengua panromànica són generalment conscients entre ells, estan en contacte i fins i tot col·laboren, la qual cosa és un altre signe d'unitat.
Les llengües panromàniques són paral·leles a les llengües paneslaves i a les llengües pangermàniques.

## Utilitzacions i beneficis
Una llengua panromànica està pensada típicament per a la comunicació entre (o amb) parlants de llengües romàniques, és a dir, com a llengua auxiliar internacional regional, per al món llatí. El seu vocabulari i la seva gramàtica estan codificades per ser el més comunicatiu possible per als parlants de romanç. Les paraules, per exemple, s'escullen preferentment si tenen cognats entre moltes llengües romàniques, especialment si el significat és el mateix o similar. Com a resultat, i gràcies a la intercomprensió, és potencialment comprensible per una audiència de fins a 800 milions de parlants de llengües romàniques. A més, pot complementar la intercomprensió romànica en situacions en què aquesta estratègia de comunicació no és tan eficaç (per exemple, entre els parlants francesos i romanesos).
Una llengua panromànica es pot significar, en alguns projectes especialment antics, convertir-se en una llengua auxiliar internacional global, en substitució de l'anglès, que també és l'objectiu de l'esperanto i la interlingua (IALA). En aquest cas, la raó de la seva base llatina/romàntica és que el vocabulari internacional (és a dir, les paraules que són comunes a les llengües més influents internacionalment, moltes de les quals són europees) és principalment d'origen llatí i, en opinió dels desenvolupadors d'aquestes llengües panromàniques, la gramàtica més natural i coherent que s'utilitza amb el vocabulari internacional és la de les llengües romàniques, que evolucionaren del llatí i són, a més, parlades per milions de persones en diferents continents.
Un llenguatge panromànic pot fins i tot ser concebut, en alguns projectes, com un llenguatge artístic (com a mitjà d'expressió artística en poesia, música, etc., com a part d'un món de fantasia en novel·les, pel·lícules, etc., o només pel plaer de crear-lo).
A més, els desenvolupadors de llengües panromàniques suggereixen altres usos i beneficis: la llengua es pot beneficiar de les contribucions de les diferents varietats romàniques, que la milloren i enriqueixen (amb regularitzacions, mitjans expressius, etc.); pot ser un refugi per als parlants de llengües romàniques que desapareixen, com l'occità o el sard; pot ser eficaç com un pas mitjà en la traducció automàtica entre les llengües romàniques; es pot utilitzar com un pont per a les llengües romàniques (presents i velles) i el llatí; i pot ser pràctic per als parlants estrangers com una introducció al romanç.

## Contextualització
Els descendents del llatí, les llengües romàniques, han desenvolupat diferències importants però comparteixen tants trets que han estat considerats com una unitat (un tipus) pel lingüista romàntic Michael Metzeltin. Explica la cohesió de la família per la seva herència llatina vulgar, l'ús i la influència del llatí estàndard fins fa poc i els intercanvis constants entre els pobles neollatins.
La família lingüística en conjunt es pot referir com a romàniques, i encara funciona com una llengua o macrollengua en algunes situacions actuals, on es produeix l'intercomprensió o l'acomodació parcial. Per exemple, alguns anuncis (o parts d'ells) es publiquen en llengües romàniques estrangeres. I varietats mixtes com el Portuñol o el Frespañol sorgeixen espontàniament per comunicar-se amb els parlants d'altres llengües romàniques, per exemple mentre visiten el seu país. Tot això demostra que la comunicació oral i escrita entre els parlants de romanç continua sent una realitat i que, en certa manera, són una comunitat lingüística.
Una manifestació de l'estreta relació entre els diferents parlants de romanç i els pobles són els fluxos migratoris entre els països llatins: els romanesos, per exemple, emigren preferentment a Itàlia i Espanya. I els països neollatins van crear el 1954 la Unió Llatina, una organització internacional de nacions que utilitzen llengües romàniques, que va funcionar fins al 2012.
Malgrat aquestes estretes connexions, ja que el francès ha estat desplaçat com a llengua auxiliar internacional per l'anglès, que és una llengua germànica, el món llatí manca d'un model de llengua nativa comuna per primera vegada en la història.

### La idea d'una llengua panromànica des de l'edat mitjana
El llatí estàndard, que va precedir el francès com a llengua auxiliar internacional, experimenta una modernització lèxica fins a l'actualitat, però es basa en el llatí clàssic, l'etapa de llengua de la República Romana tardana a l'Imperi Romà mitjà (75 aC a l'any 3 dC). La idea de substituir-la per un llenguatge comú romanç es remunta a Dante Alighieri (c. 1265-1321), que en el seu assaig De vulgari eloqüència tracta el problema d'identificar una llengua vernacla (és a dir, no el llatí) que podria ser adequada per a propòsits literaris. Comença compilant un mapa de les llengües que coneix, dividint el territori europeu en tres parts: una a l'est, amb el grec; una altra al nord, amb el germànic (que ell creia que incloïa l'hongarès i l'eslau); una al sud, amb el romànic. Tria el romanç, per ser la seva llengua, i després segueix la seva cerca distingint en tres llengües més petites, que identifica per la seva paraula "sí": oc, oli i sì. Tria l'última varietat, argumentant que és més similar al llatí, la llengua literària del moment, i té més poetes. A continuació, avalua les moltes varietats italianes en què subdivideix la llengua sì, però no considera una varietat adequada. Dante arriba a la conclusió que l'il·lustre vernacular (volgare illustre) que ell busca encara ha de ser desenvolupat, combinant elements de les diverses varietats italianes.
Després de Dante, moltes altres persones han concebut de manera independent la idea d'una llengua estàndard romanç comú o fins i tot una llengua panromànica, i no només els desenvolupadors dels projectes presentats aquí. Per exemple, l'erudita romànica Rebecca Posner (Universitat d'Oxford) va declarar que "no és impossible concebre un interllenguatge romànic" i l'interlingüista Detlev Blanke (Universitat Humboldt de Berlín) parlava d'un "Hochromanisch" (en referència a Hochdeutsch, la varietat estàndard de l'alemany).

## Llengües panromàniques als seglesxixixx

### Lingua romana
Lingua romana és una llengua artística que el poeta alemany Stefan George (1868-1933) va utilitzar en part de la seva obra lírica. Va començar a utilitzar Lingua Romana, una llengua romànica mixta, a una edat primerenca, el 1889. És la seva pròpia creació artística, més propera a l'espanyol però amb elements de l'italià i (Vulgar) del llatí. Les combinacions estan motivades pel seu efecte sonor en els poemes, segons Radaelli. El mateix Jordi explica Lingua Romana amb aquestes paraules (en castellà): "La idea que desde mi juventud me atormenta (...) concebir yo mismo una lengua literaria para mi justios multa un partir de material claror, románico, de similar sonoritat así commo fácilmente comprensible." Alguns dels seus poemes a Lingua Romana són La Rosa Galba i Paz, que posteriorment va traduir a l'alemany.
Lingua romana va ser posteriorment codificada i proposada per a la comunicació pan-llatinoamericana el 1991 (vegeu Romano, més avall).

#### Exemple en llengua romana
Se ha facto la sera tranquila,
Jo son en mea cámera inturbato,
Ahora haberia tempo pro curarme de toto.
Ma sto magnetizato
Dirigendo los oclos verso la lampa
Reflectata indistinctamente
En el obscuro speculo de la nocte.
No volo plus pensar, no poto.
Voleria sólamente clinar los genos,
Nil pensar, apauco precar.

### Neollatí (Ørberg)
El Neollatí és una llengua romànica construïda zonal destinada a ser utilitzada com a llengua auxiliar internacional mundial. Va ser desenvolupat pel llatinista danès Hans Henning Ørberg (1920-2010), conegut pel seu mètode d'aprenentatge del llatí, Lingua Latina per se Il·lustre, publicat per primera vegada el 1955. Tota la informació disponible sobre aquest Neolatino és oferta pel desenvolupador d'una altra llengua panromànica, Campos Lima, que l'esmenta i publica una carta que Ørberg li havia enviat el 1941. En aquesta carta, Ørberg explica que ha començat a treballar en una nova llengua internacional, que anomena Neolatino, basada en les llengües romàniques només i sense elements artificials. Segons Campos Lima, tenia un acord nominal en gènere i nombre i inflexió personal verbal, amb més irregularitats que la pròpia llengua panromànica de Campos Lima (vegeu més avall); però Ørberg no va publicar el seu projecte i el 1947 l'havia abandonat a favor d'un llenguatge més simplificat i regularitzat.

### Neollatí (Schild)

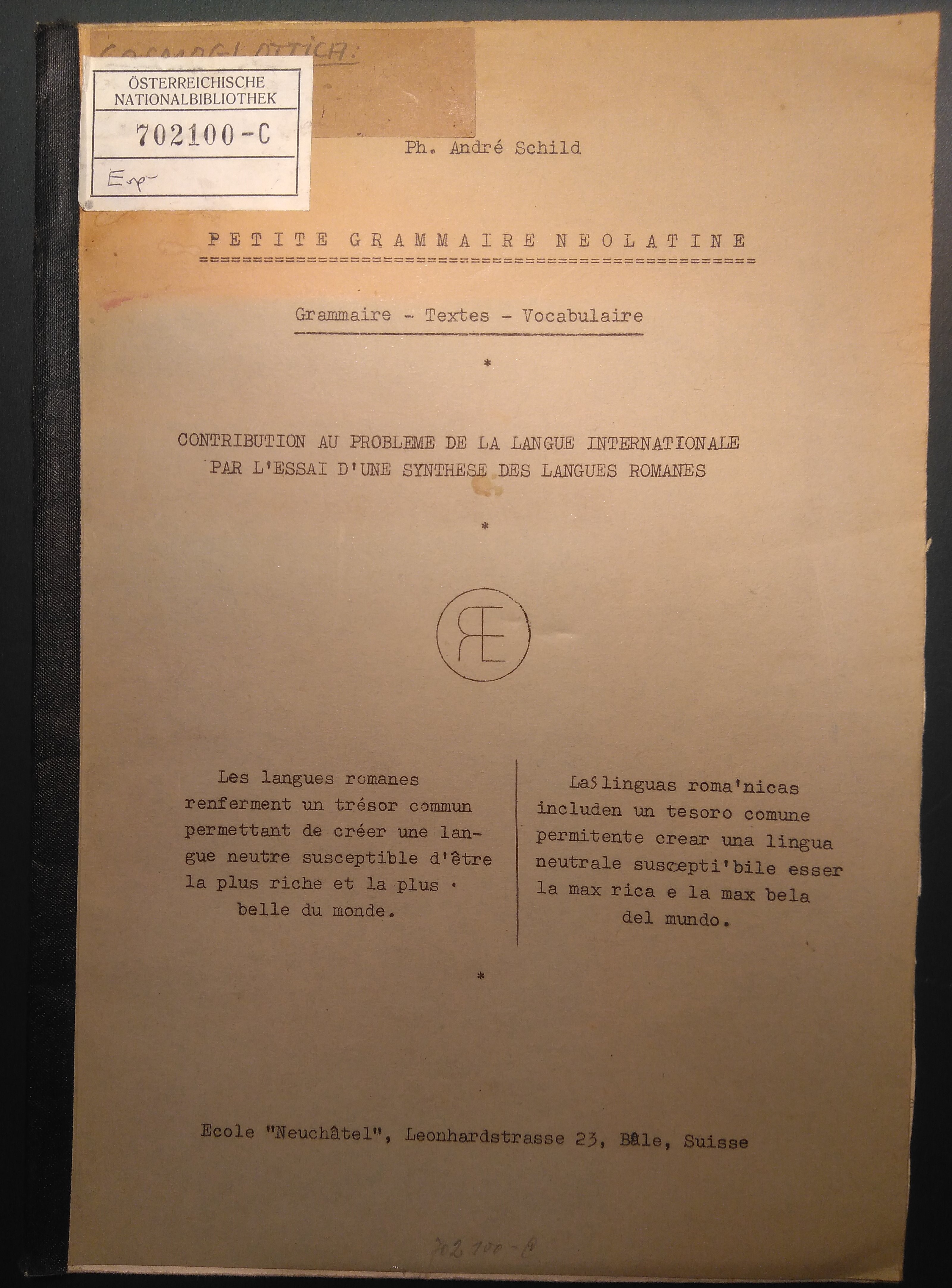
Petite Grammaire Neolatine, de André Schild (1947).

El Neollatí és una llengua romànica construïda per ser utilitzada com a llengua auxiliar internacional. Va ser desenvolupat pel lingüista suís André Schild (1910-1981), qui la va presentar a Petite Grammaire Neolatin, publicat el gener de 1947. Aquesta primera obra inclou gramàtica, vocabulari i textos de mostra. Poc després es va fundar un grup internacional de seguidors, que va publicar a Neolatino un butlletí amb textos de diversos autors (Buletino del Grup Internacional Neolatinista de Correspondendes) des de maig de 1947 fins, almenys, febrer de 1949 (18 números). Més tard el 1947, Schild va publicar un diccionari ampliat a Vocabulario Neolatino: Francese-italo-Hispano. El 1948, un grup va millorar i desenvolupar encara més la llengua: Comitato Linguistico Neolatino, amb Schild com el seu president. El conte de R. L. Stevenson Will o' the mill: The plane and the stelles va ser traduït a Neolatino per H. Littlewood com Gulielmo del molino: La plaura e las stelas.

#### Text d'exemple en Neollatí
Lo NEOLATINO (NL) ha sito creato dal Suisso francese André Schild, pos vinte annos de studios interlinguísticos, secondo lo principio de la naturalitate integrale combinata con lo máximum de regularitate. Ilo usa ex lo latino solo to qui es ancora vivente e possede la gramática comune a los idiomas neolatinos. Sua base románica le confere l'uniformitate e l'unitate que besonia. In ultra, include un vocabulario internacionale comprensíbile ad omni Europeo ed a chascún non-Europeo de media cultural europea. Seligendo solamente la materia vivente, se pote, mediante alcunas excepciones in la conjugacione, obtener un sistema perfectamente naturale. Lo NL, aplicando exclusivamente régulas naturales, es superiore a los altros sitemas [Esperanto, Ido, Latino-sine, Occidental, etc.] cujos máximos defectos son contenitos in los principios. Existerán sempre alcunas formas dutosas, ma estas non poten poner lo sistema in perículo si non apartienen a suo fundamento.

### International
L'International (o 'lingua international') és una llengua romànica construïda per ser utilitzada com a llengua auxiliar internacional. Va ser desenvolupada per l'advocat portuguès João Evangelista Campos Lima (1887-1956), que la va presentar a Gramática internal, publicat el 1948.

#### Text d'exemple en International
La prima qualitate que debe haber lo internacional è, evidentemente, la internacionalitate. Dunque, deben esser seleccionatos de preferéncia vocábulos autónomos internacionales o aqueles que donan, con perfecta regularitate, vários derivatos internacionales.
Ma, perque quási totos los vocábulos internacionales son latinos, una altra qualitate è inherente a la major parte de los étimos a seleccionar: la latinitate. Lo internacional è, dunque, constituito, in sua major parte, per vocábulos latinos o de orígine latina.
Sine dúbita que una língua, mesmo seleccionata, non pot esser formata solo per vocábulos latinos e internacionales. Ha que se recurrer anque a altros vocábulos, que poten non esser latinos ni internacionales ma que son necessários pro facer la ligacion con los altros vocábulos in las frases. La condicion principal que se exige in esses vocábulos è: la naturalitate. Tamen, esses vocábulos non latinos deben esser seleccionatos de preferéncia de las línguas neo-latinas. Per que? Per una altra qualitate que una lingua debe haber: la homogeneitate.

## Llengües panromàniques al segle XXI

### Interlingua Romanica
Interlingua Romanica (o simplement romanica) és una llengua romànica construïda per ser utilitzada com a llengua auxiliar regional internacional per al món llatí. És una versió reformada de la llengua auxiliar internacional construïda Interlingua i va ser desenvolupada el 2001 per l'interlingüista canadenc Richard Sorfleet i el professor d'escola basc Josu Lavin. El van presentar a Internet aquell mateix any el Dia de la Llatinitat (el 15 de maig, una celebració establerta per la Unió Llatina).
La gramàtica original d'Interlingua va ser presentada per Gode i Blair el 1951 com "Un sistema gramatical per a la llengua internacional", però des de llavors ha estat utilitzat generalment per la comunitat interlingüística. Cinquanta anys més tard, Sorfleet i Lavin van proposar per a Interlingua una nova gramàtica, que incorpora algunes característiques romàniques típiques que falten en la tradicional Interlingua: acord nominal, flexió personal verbal, etc. Com a resultat, Interlingua Romanica comparteix vocabulari amb Interlingua (amb modificacions menors) però proposa una gramàtica romànica més gran. Aquesta versió romànica de la gramàtica no pretén substituir l'anterior, però es creu que és una variant que els parlants romanços poden utilitzar si consideren la tradicional massa antinatural. Segons els desenvolupadors, podria augmentar l'interès dels parlants romanç per Interlingua i no hauria de ser un obstacle per a algú que ja coneix Interlingua amb la seva gramàtica tradicional.
Interlingua Romana ha estat abandonada pels seus proponents (l'últim, Lavin, el 2008), però encara té una petita comunitat d'usuaris i continua atraient l'interès de noves persones, sovint a través d'Interlingua. Un grup de Facebook amb 175 membres (octubre de 2019) i diverses pàgines d'Internet estan dedicades a Interlingua Romana.
Hi ha altres propostes per reformar Interlingua. Un projecte lleugerament més antic és Latino Moderne de David Th. Stark (1996), que inclou inflexió personal verbal però no acord nominal. Un altre projecte és Latino Moderne d'Alexandre Rousset (2001), que no modifica la gramàtica d'Interlingua sinó el seu vocabulari. Tots dos han fracassat en la construcció d'una comunitat, però l'anterior ha atret l'atenció. En qualsevol cas, a diferència d'Interlingua Romanica, aquests dos projectes no es poden considerar panromànics, ja que manquen d'algunes característiques gramaticals romàniques típiques.

#### Text d'exemple en Interlingua Romanica
Interlingua et Interlingua Romanica son duos usages grammaticales differentes et complementarios de la mesma lingua. Los dictionarios, dunque, son identicos.
Versió en Interlingua:
Interlingua e Interlingua Romanica es duo usages grammatical differente e complementari del mesme lingua. Le dictionarios, dunque, es identic.

### Romanç Neollatí
El Romanç Neollatí (o simplement 'Neolatino') és una llengua panromànica proposada com a llengua estàndard per al romànic en el seu conjunt, per facilitar la comunicació entre o amb parlants de llengües romàniques, complementant (no substituint) els estàndards que existeixen localment (portuguès, espanyol, etc.). A més del seu paper en el món llatí, es proposa construir una política lingüística alternativa per a Europa en combinació amb interidiomes per a altres famílies lingüístiques (com Intereslàvic).
Aquest llenguatge estàndard va ser iniciat el 2006 per l'erudit romàntic Jordi Cassany Bates i actualment és desenvolupat i promogut per un projecte col·lectiu, internacional i interdisciplinari anomenat Via Neolatina, que reuneix lingüistes i altres professionals de diferents països llatins. El 2019 es va publicar una gramàtica i un diccionari bàsics: Grammatica Essentile Neolatina i Dictionario Essentile Neolatino, que reforma alguns aspectes d'un model preliminar publicat el 2012 Un primer grup d'estudiants està aprenent la llengua a través d'un grup de Facebook, amb més de 50 membres. Una pàgina de Facebook amb més de 500 seguidors (octubre de 2019) i diverses altres pàgines d'internet estan dedicades al romanç Neollatí, incloent dos blogs: Mondo Neolatino, de Cassany, i Lo espàzio, de Martín Rincón Botero. Aquests dos autors també han utilitzat la llengua oralment, incloent una presentació del projecte per Cassany a la Universitat d'Hamburg (2017). El projecte també s'ha presentat a la Universitat de Barcelona (2011), a la Universitat de Kiel (2017) i al primer lloc. Conferència sobre la llengua eslava (2017), celebrada a Staré Město, Txèquia.

### Principis de disseny
Els lingüistes de Via Neolatina tenen la intenció de dissenyar o codificar un estàndard panromànic d'una manera científica, i per fer-ho presten especial atenció als seus principis de disseny (inclosos valors, objectius, metodologia, etc.). Els principis de disseny desenvolupats per Via Neolatina [44] es basen en contribucions teòriques de la lingüística aplicada; codificacions per a determinades llengües romàniques (Grisons Romansh, Occitània, català, gallec, etc.) que els experts han dissenyat; altres llengües, tant romàniques com d'altres famílies (com Intereslàvic); i l'experiència dels seus membres amb Neolatina.
La metodologia desenvolupada té en compte diversos criteris per a la selecció de formularis. Cadascun dels criteris és una qualitat positiva de les llengües estàndard en general: les formes haurien de ser idealment intel·ligibles, utilitzades per la majoria, abastant, regular, tradicional, concís, etc. En la versió actual de la metodologia s'afegeixen més de 20 criteris lingüístics i extralingüístics. Quan cap forma és clarament positiva de més maneres que altres formes, la metodologia proporciona alguns recursos als codificadors: composició (inclusió d'elements de diferents varietats), polimorfisme (inclusió d'opcions de les quals l'usuari pot triar), centralitat (priorització de formes de varietats geogràficament centrals), innovació (creació de neologismes i noves analogies, però estrictament evitant l'artificialitat), etc. Tot això es fa amb la intenció de desenvolupar un model lingüístic més fàcilment acceptable pels usuaris potencials i més eficaç per a la comunicació.

#### Text d'exemple en romanç Neolatino
Por facilitare et altrosí dignificare la communicatione inter- et panlatina actuale, lo projècto Vía Neolatina ha recuperato et actualizzato lo latino, orígine de las lenguas neolatinas aut romànicas et traditionale stàndarde commune. Lo modèllo de lengua que presènta cui èst una síntese de la variatione romànica que pròva de essere representativa de lo ensèmole; una varietate nòva et commune mais en lo mesmo tèmpo naturale et plurale que permette ad lo usuario communicare-se en toto lo Mondo Latino adaptando-la ad los soos interèsses et necessitates. Èst útile tanto ad latinos quanto ad non latinos que necessitan una pòrta de ingrèsso centrale ad lo romance, uno pònte vèrso divèrsos romances particulares.

### Interromanico llatí
Latino Interromanico (o simplement 'Interromància' en anglès, o 'Interromanico' en la pròpia llengua) és una llengua romànica construïda per ser utilitzada com a llengua auxiliar regional internacional per al món llatí. Va ser iniciat el 2017 pel programador europeu Raymund Zacharias, que va publicar un esbós de la llengua en un lloc d'Internet dedicat al projecte. Zacharias pretén que Interromanico sigui utilitzat com a pont a les llengües romàniques, és a dir, com a recurs didàctic o estratègia, però també com a eina de comunicació. Per tal d'aconseguir-ho i imitar les assignacions de la forma i el significat per a les paraules i parts de les paraules tal com es troben en les llengües romàniques, la seva etimologia es remunta a arrels comunes (més sovint el llatí, però també el grec i altres). Aquestes formes base per defecte només reben un ajust mínim per adherir-se a la gramàtica i l'ortografia de la interromància. Per tal de produir text o discurs que s'entengui el més universalment possible, les paraules i les parts de les paraules es revisen per tenir tants cognats com sigui possible dins dels diferents grups de varietats lingüístiques romàniques. Es poden utilitzar flàvoritzacions per tal d'augmentar la comprensió a grups objectiu específics o per indicar certes tendències. Des de 2019, Interromanico ha rebut una altra definició a Grammatica dello Latino Interromanico per part del brasiler Thiago Sanctus, que té la intenció de ser utilitzat com una referència més completa per adquirir coneixement de la llengua. Un grup de Facebook i un grup actiu de WhatsApp amb prop de 45 membres (octubre de 2019) estan dedicats a l'Interromanico Llatí.

### Text d'exemple Latino Interromanico
Lo scopo dello Latino Interromanico est essere una lingua lexicalmente similare allo latino et modellata nellos parametros della grammatica intri[n]seca dellas linguas romanicas et servire de lingua auxiliare intercommunicativa dellos populos parlantes de linguas romanicas modernas. Lo Latino Interromanico non pretendet essere un proto-romanico ma se le assimiliat dando una notione basica de como erat nello passato, credemus que est una lingua semi-reconstructa usando totalmente un lexico latino (que est compartito cum las linguas romanicas nativas et las linguas romanicas auxiliares constructas) et totas las desinentias possibiles dello mundo latino-romanico, lo lexico tambene est completato cum un minimo de parolas de creationes romanicas pro suplere alicunas lacunas pro facilitare la intercommunicatione assic como exiget la linguage moderna.

## Relació amb altres llengües romàniques
Hi ha moltes llengües a posteriori que integren elements de diferents famílies lingüístiques, típicament europees, però tenen una aparença molt romànica o fins i tot llatina perquè es basen en el vocabulari internacional, és a dir, paraules que són comunes a les llengües europees més influents internacionalment. Aquest vocabulari és principalment d'origen llatí a causa de la influència d'aquesta llengua durant el segle sobre les llengües europees.
Han estat anomenades llengües llatinitzades per Blanke, i inclouen l'esperanto, Ido, interlingüe, interlingua, rumániço, etc. Alguns són esquemàtics, altres són llengües naturalitzades construïdes. Les llengües llatinitzades naturalistes, a causa de la seva proximitat a les llengües romàniques, han estat anomenades llengües neolatínides per Carlevaro.
Interlingua és la llengua naturalista més notable del grup. Els lingüistes de l'Associació Internacional de Llengües Auxiliars que van desenvolupar la llengua de 1937 a 1951 la van basar en el vocabulari internacional i, com a resultat, té una aparença molt llatina o fins i tot romànica. No obstant això, la gramàtica d'Interlingua no té algunes característiques importants del romanç. Com que es tracta d'una llengua auxiliar internacional global, els seus autors (Alexander Gode i Hugh Blair) van evitar el que consideraven complicacions romàniques innecessàries, que serien difícils d'aprendre (o entendre) pels no parlants romàniques. Així, van desenvolupar un sistema gramatical simple inspirat en l'anglès (una llengua germànica) que no és representatiu del romànic. Manca, per exemple, d'acord nominal o d'inflexió personal verbal, que és un tret comú de les principals llengües romàniques (portuguès, espanyol, català, francès, italià, romanès, etc.).
De la mateixa manera, Interlingue (conegut com a Occidental fins a 1949) va ser descrit pel seu desenvolupador Edgar de Wahl com "no una llengua romànica, sinó una llengua llatina", perquè malgrat el seu vocabulari -que li dona "una gran semblança amb les llengües romàniques" - la seva gramàtica (i principalment la seva sintaxi) són "absolutament no romàniques", però es basen en altres llengües europees. Com a resultat, Occidental és "molt més europeu, més anglo-germànic-eslau per esperit".
No hi ha una frontera clara entre les llengües panromàniques i algunes d'aquestes llengües romàniques construïdes. Per exemple, el Neolatino de Schild (vegeu més amunt), pensat com una llengua auxiliar internacional global, inclou la preposició pri basada en grec, que el desenvolupador considera pràctic per evitar confusions. No obstant això, la llengua es pot considerar, d'acord amb Schild, una síntesi de les llengües romàniques encara que aquesta consideració no sigui completament adequada. S'ha presentat entre les llengües panromàniques, també perquè Campos Lima ho va considerar un dialecte del propi projecte panromànic. Un altre projecte que es troba a la frontera és Interlingua Romanica (vegeu més amunt), ja que és una reforma d'Interlingua, que es basa no només en les llengües romàniques (portugueses, espanyoles, franceses i italianes), sinó també en anglès i, en menor mesura, alemany i rus.

### Llengües romàniques
Hi ha algunes llengües a posteriori construïdes que no integren elements de llengües famílies diferents del romànic, però que encara no són representatives del romànic en el seu conjunt. Aquesta diferència sorgeix perquè, per exemple, també es basen en les llengües criolles romàniques, o els seus desenvolupadors han simplificat o modificat fortament d'altres maneres la base romànica. Inclouen romanid, lingua franca nova, panlatino de William Angel de Mello i romanova, entre d'altres.
Lingua franca nova, creada per C. George Boeree (1998), basa el seu lèxic en cinc grans llengües romàniques (portuguès, espanyol, català, francès i italià) i la seva gramàtica simple sobre les llengües criolles romàniques. Segons el lloc principal del projecte, "està dissenyat per semblar relativament "natural" a aquells que estan familiaritzats amb les llengües romàniques, sense ser més difícil per als altres aprendre." 

#### Text de mostra en Lingua franca nova
Lingua franca nova (cortida a lfn, cual es comun pronunsiada como "elefen") es un lingua aidante internasional creada par Dr C. George Boeree e perfetida par multe suportores de la lingua. La vocabulo de elefen es fundida en franses, italian, portuges, espaniol e catalan. La gramatica es multe reduida e simil a la creoles romanica. La lingua es fonetical speleda, con 22 leteras de la alfabeta latina o la alfabeta cirilica.
No hi ha una frontera clara entre les llengües panromàniques i algunes d'aquestes altres llengües romàniques construïdes. Per exemple, Romanova manca d'inflexió verbal, però l'acord nominal és opcional. Com a resultat, pot semblar una llengua panromànica quan el subjecte de les frases és la tercera persona.

#### Text de mostra a Romanova
Bono di'a, i benvenido al Projeto Romanova! Si tu pode leser esto tecsto, donse la lingua nova ce nus clama Romanova sta funsionando multo bien! Nus ave produsido esta lingua con la speransa ce todos los parladores de las linguas roma'nicas modernas podera' comunicar eficasemente entre se. La lingua nova consiste de tres mil vocablos, mas o menos, i elo fu formado di vocablos prendidos di todas las cuatro linguas roma'nicas maiores: el espaniese, el fransiese, el italiese, i el portugalese.
D'altra banda, George's Lingua Romana té elements de l'italià i del llatí (Vulgar), però és més proper a l'espanyol, per tant no és tan representatiu del romànic en el seu conjunt. No obstant això, no és una versió senzilla de l'espanyol. S'ha presentat entre les llengües panromàniques perquè altres desenvolupadors panromànics han considerat el projecte tan a prop i George com un avantpassat.

### Llengües construïdes en llatí
Les llengües romàniques també poden ser difícils de distingir de les llengües llatines construïdes, com Latino sine flexione. Hi ha moltes propostes, normalment destinades com a llengües auxiliars internacionals. Un dels primers projectes va ser Weltsprache, d'A. Volk ed R. Fuchs (1883).

#### Text de mostra en latino sine flexione
Latino es lingua internationale in occidente de Europa ab tempore de imperio romano, per toto medio aevo, et in scientia usque ultimo seculo. Seculo vigesimo es primo que non habe lingua commune. Hodie quasi omne auctore scribe in proprio lingua nationale, id es in plure lingua neo-latino, in plure germanico, in plure slavo, in nipponico et alio. Tale multitudine de linguas in labores de interesse commune ad toto humanitate constitute magno obstaculo ad progressu.
Un projecte que es troba a la frontera és Latino Interromanico (vegeu més amunt), que es presenta com a "llengua llatina-romàntica".

### Lingüística romànica i eslava
- Lewaszkiewicz, Tadeusz (1977). "Z dziejów idei wspólnego języka słowiańskiego". Studia polonistyczne Uniwersytetu A. Mickiewicza. 4
- Metzeltin, Miguel (2004). Las lenguas románicas estándar: Historia de su formación y de su uso. Academia de la Llingua Asturiana
- Posner, Rebecca (1996). The Romance Languages. Cambridge University Press

### Interlingüística
- Albani, Paolo; Buonarroti, Berlinghiero (2001). Dictionnaire des langues imaginaire. Les Belles Lettres
- Blanke, Detlev (1985). Internationale Plansprachen: Eine Einführung. Akademie-Verlag
- Blanke, Detlev (2006). Interlinguistische Beiträge: Zum Wesen und zur Funktion internationaler Plansprachen. Peter Lang
- Schubert, Klaus (1989). Interlinguistics – its aims, its achievements, and its place in language science. Mouton de Gruyter
- Libert, Alan (2004). Artificial Descendents of Latin. Lincom Europa
- Meyer, Anna-Maria (2016). "Slavic constructed languages in the internet age". Language Problems & Language Planning. Vol. 40, n. 3. John Benjamins
- Monnerot-Dumaine, M. (1960). Précis d'Interlinguistique Générale et Spéciale. Maloine
- Sakaguchi, Alicja (1998). Interlinguistik: Gegenstand, Ziele, Aufaben, Methoden. Peter Lang

### Projectes individuals
- Anonymous (1991). Grammatica de la lingua Romana de Stefan George. http://data.onb.ac.at/rec/AC04201635
- Campos Lima, [João] (1948). Gramática internacional Arxivat 2022-01-27 a Wayback Machine.. Publicat per l'autor (Lisboa)
- Cassany Bates, Jordi (2012). Elemèntos Essenziales del Romance Neolatino. Vía Neolatina.
- Cassany Bates, Jordi (2017). Principios de Desegno de lo Romance Neolatino. Vía Neolatina
- Cassany Bates, Jordi (2019a). "L'anglès després del Brexit: què fer-ne". Núvol (10 March 2019). Bernat Puigtobella
- Cassany Bates, Jordi (2019b). Grammatica Essentiale Neolatina. Vía Neolatina
- Cassany Bates, Jordi (2019c). Dictionario Essentiale Neolatino. Vía Neolatina
- Cassany Bates, Jordi (2019d). "O inglés depois do Brexit". Grial. Revista Galega de Cultura. 221 (15 May 2019), p. 54-59. Galaxia
- Gode, Alexander; Blair, Hugh E. (1951). Interlingua: A Grammar of the International Language. Storm Publishers
- Gode, Alexander (dir.) (1951). Interlingua-English Dictionary: A Dictionary of the International Language. Storm Publishers
- Mello, William Agel de (2002). William Agel de Mello: Obras Completas, Volume III, Ensaios. Ars
- Palmiotta, Michele (2019). "Neolatino Arxivat 2019-10-09 a Wayback Machine.". Langualog (7 març 2019).
- Radaelli, G. (2016). "Stefan Georges lingua romana und „das dichten in fremdem sprachstoff“". George-Jahrbuch 11 (2016/2017). Walter de Gruyter
- Rincón Botero, Martín (2016). Rinaldi, Cláudio (ed.). "de interlingua 85.pdf Una comparazione entre Interlingua e Neolatino[Enllaç no actiu]". Almanac de Interlingua. 85 (March 2016): 3–8.
- Schild, André (1947a). Petite grammaire neolatine: Grammaire - Textes - Vocabulaire. Contribution au probleme de la langue internationale par l'essai d'une synthese des langues romanes[Enllaç no actiu]. Publicat per l'autor (Basilea)
- Schild, André (1947b). Vocabulario neolatino: Francese - Italiano - Hispano (Con gramática succinta e lista de los supinos derivativos)[Enllaç no actiu]. Publicat per l'autor (Basilea)
- Schild, André (1948a). "Traduccione de expressiones idiomáticas in neolatino". Buletino del Grupo Internacionale Neolatinista de Corespondentes[Enllaç no actiu]. 13 (June): 1–2
- Schild, André (1948b). "Un precursore inconoscito del neolatino". Buletino del Grupo Internacionale Neolatinista de Corespondentes[Enllaç no actiu]. 14 (juliol/agost): 2
- Sanctus, Thiago (2019). Grammatica dello Latino Interromanico[Enllaç no actiu]. Publicat per l'autor (Brasil)